# Maylandia elegans
Espèce
Statut de conservation UICN

 LC  : Préoccupation mineure
Maylandia elegans est une espèce de poissons d'eau douce de la famille des Cichlidae endémique du lac Malawi en Afrique. Ce cichlidé fait partie des espèces communément appelées « Mbuna ou M'buna » ou encore poissons brouteurs d'algues du lac Malawi.

## Répartition
Ce poisson n'est présent que dans les environs de la baie de Chilumba (d) dans le district de Karonga au Malawi. Cette espèce se trouve souvent à proximité des branches d'arbres tombées dans l'eau, elle est beaucoup plus rare dans les zones où il n'y a que du sable.

## Description
Maylandia elegans peut mesurer jusqu'à 132 mm, queue non comprise.

## Aquariophilie

### Reproduction
Cette espèce est incubatrice buccale maternelle, les femelles gardent les œufs, larves et tout jeunes alevins environ trois semaines, protégés dans leur gueule (sans manger ou en filtrant très légèrement les micro-détritus). Les mâles peuvent se montrer très insistants dès les premières maturités sexuelles des femelles, il est préférable de maintenir cette espèce en groupes de plusieurs individus (au moins en « trio » : un mâle pour deux femelles), de manière à diviser l'agressivité d'un mâle dominant sur plusieurs individus. 

### Croisement, hybridation, sélection
Il est impératif de maintenir cette espèce et le genre Maylandia seul ou en compagnie d'autres espèces, d'autres genres, mais de provenance similaire (lac Malawi), afin d'éviter toute facilité de croisement. Le commerce aquariophile a également vu apparaitre un grand nombre de spécimens provenant d'Asie notamment et aux couleurs variées ou albinos, dues à la sélection, à l'hybridation ou autres procédés.

## Systématique
Le nom valide complet (avec auteur) de ce taxon est Maylandia elegans (Trewavas, 1935).
L'espèce a été initialement classée dans le genre Pseudotropheus sous le protonyme Pseudotropheus elegans Trewavas, 1935,. C'est sous ce taxon que FishBase mentionne cette espèce.
Maylandia elegans a pour synonymes :
- Metriaclima elegans (Trewavas, 1935)
- Pseudotropheus elegans Trewavas, 1935

## Étymologie
Son épithète spécifique, du latin elegans, « élégant », n'a pas d'explication claire, sans doute la propre opinion de Trewavas quant à cette espèce.

## Publication originale
- (en) Ethelwynn Trewavas, « A synopsis of the Cichlid Fishes of Lake Nyasa », Annals and Magazine of Natural History, Londres, Taylor & Francis, vol. 16, no 91,‎ juillet 1935, p. 65-118 (ISSN 0374-5481, OCLC 1481361, DOI 10.1080/00222933508655026, lire en ligne).